# Glutaaraldehyde
Glutaaraldehyde is een kleurloze, olieachtige vloeistof met een doordringende geur. Ze kan beschouwd worden als het dialdehyde van n-pentaan. Het is een reactieve verbinding die gemakkelijk interacties aangaat met eiwitten (crosslinken). Het wordt onder andere gebruikt in biociden, desinfecterende en sterilisatiemiddelen.
De stof is opgenomen in de lijst van essentiële geneesmiddelen van de WHO.

## Toepassingen
Glutaaraldehyde kent toepassing als:
- actief middel in een aantal biociden
- desinfecterend middel en om instrumenten te steriliseren (in de medische sector tandartsinstrumenten en laboratoria)
- bestanddeel van looimiddelen
- bestanddeel van fixeermiddelen in de fotografie
- crosslinken in de chemische synthese
- fixatief voor organische weefsels (voor elektronenmicroscopie) en bij het balsemen
- Koolstofbemesting voor aquariumplanten (wordt op de markt gebracht als vloeibare CO₂)

## Toxicologie en veiligheid
Glutaaraldehyde is irriterend en corrosief voor de ogen, huid en bovenste luchtwegen. Bij huidcontact en soms ook bij inademing kan de stof overgevoeligheidsreacties veroorzaken. Blootstelling aan glutaaraldehyde kan aanleiding geven tot astmatische symptomen en bestaand astma verergeren.
Glutaaraldehyde is schadelijk voor vissen en watervlooien, maar zeer toxisch voor algen. Het is echter wel biologisch afbreekbaar en heeft een laag potentieel voor bioaccumulatie.